# Lycodapus
Lycodapus és un gènere de peixos de la família dels zoàrcids i de l'ordre dels perciformes.

## Taxonomia
- Lycodapus antarcticus (Tomo, 1982)
- Lycodapus australis (Norman, 1937)
- Lycodapus derjugini (Andriashev, 1935)
- Lycodapus dermatinus (Gilbert, 1896)
- Lycodapus endemoscotus (Peden & Anderson, 1978)
- Lycodapus fierasfer (Gilbert, 1890)
- Lycodapus leptus (Peden & Anderson, 1981)
- Lycodapus mandibularis (Gilbert, 1915)
- Lycodapus microchir (Schmidt, 1950)
- Lycodapus pachysoma (Peden & Anderson, 1978)
- Lycodapus parviceps (Gilbert, 1896)
- Lycodapus poecilus (Peden & Anderson, 1981)
- Lycodapus psarostomatus (Peden & Anderson, 1981)[2][3][4][5][6][7]